# Primogenitura
Primogenitura (od łac. primo genitus „pierworodny, najstarszy (z synów)”) – prawo pierwszeństwa w dziedziczeniu tronu, majątku, majoratu itp., przysługujące najstarszemu synowi lub najstarszemu potomkowi w linii prostej; pierworództwo. Stosowana była w feudalizmie w celu zachowania niepodzielności dóbr szlacheckich.